# 嘉義系統交流道
嘉義系統交流道位於臺灣嘉義縣水上鄉與鹿草鄉交界，國道一號指標272k、台82線指標22k處，於2002年4月3日啟用。交流道型式為苜蓿葉型，國道一號、台82線左轉均以環道設計連接，並於兩環間增設集散道（英語：-{Collector-Distributor r
Road}-）避免轉向車輛干擾交通。
嘉義系統交流道在2016年經民意代表反應匝道路況差、坑洞多，中央政府每年收取諸多費用作為國道建設基金，卻沒維護好，希望能儘速改善；高速公路局南區工程處新營工務段表示，已進行道路整修工程，於2016年4月底完工。
|      | 272 嘉義系統 |        | 水上 東石 | 水上 東石 |
| 北上 | 272 嘉義系統 | 高鐵站 |           |           |
|      | 22 嘉義系統  |        | 嘉義 新營 | 嘉義 新營 |

## 外部連結
- 國道一號嘉義系統交流道動線圖 （页面存档备份，存于）（交通部高速公路局）
- 台82線嘉義系統交流道動線圖 （页面存档备份，存于）（交通部公路總局）